# Chùa Tây Phương
Chùa Tây Phương (tên chữ là Sùng Phúc tự 崇福寺) là một ngôi chùa được xây trên đỉnh đồi Câu Lâu , xã Thạch Xá, huyện Thạch Thất, thành phố Hà Nội.

## Lịch sử
Một số sách báo viết về chùa Tây Phương cho rằng được xây dựng vào thời nhà Mạc, nhưng không chứng minh. Niên đại này có thể tin được, vì đầu thế kỷ 17 vào những năm 30 chùa đã phải sửa chữa lớn, hơn nữa trong chùa còn hai tấm bia đều bị mờ hết chữ nhưng còn đọc được rõ tên bia ở mặt ngoài là Tín thí và Tây Phương sơn Sùng Phúc tự thạch bi (mặt bia kia áp vào tường hồi toà chùa giữa nên không đọc được), các hoa văn trang trí thuộc phong cách nghệ thuật cuối thế kỷ 16 sang đầu thế kỷ 17.
Năm 1632, vào đời vua Lê Thần Tông, chùa xây dựng thượng điện 3 gian và hậu cung cùng hành lang 20 gian. Khoảng những năm 1657-1682, Tây Đô Vương Trịnh Tạc lại cho phá chùa cũ, xây lại chùa mới và tam quan. Đến năm 1794 dưới thời nhà Tây Sơn, chùa lại được đại tu hoàn toàn với tên mới là "Tây Phương Cổ Tự" và hình dáng kiến trúc còn để lại như ngày nay.
Thông tin trên trang web chính thức của tỉnh Hà Tây thì nói chùa được thành lập từ thế kỷ 6-7 nhưng đã trải qua nhiều lần trùng tu .

## Kiến trúc
Từ chân núi, qua 237 bậc lát đá ong thì đến đỉnh núi và cổng chùa. Chùa Tây Phương gồm ba nếp nhà song song: bái đường, chính điện và hậu cung. Mỗi nếp có hai tầng mái kiểu chồng diêm, tường xây toàn bằng gạch Bát Tràng nung đỏ, để trần tạo thành một không khí rất thô sơ mộc mạc, điểm những của sổ tròn với biểu tượng sắc và không; các cột gỗ đều kê trên đá tảng xanh trong khắc hình cánh sen. Mái lợp hai lớp ngói: mái trên có múi in nổi hình lá đề, lớp dưới là ngói lót, còn gọi là ngói chiếu, hình vuông sơn ngũ sắc như màu áo cà sa xếp trên những hàng rui gỗ làm thành ô vuông vắn đều đặn. Xung quanh diềm mái của ba tòa nhà đều chạm trổ tinh tế theo hình lá triện cuốn, trên mái gắn nhiều con giống bằng đất nung, các đầu đao mái cũng bằng đất nung đường nét nổi lên hình hoa, lá, rồng phượng giàu sức khái quát và khả năng truyền cảm. Cột chùa kê trên những tảng đá chạm hình cánh sen. Toàn bộ ngôi chùa toát ra một tính hoành tráng và phóng khoáng phù hợp với triết lý "sắc sắc không không" của nhà Phật.
Nơi đây còn là nơi tập trung những kiệt tác hiếm có của nghệ thuật điêu khắc tôn giáo bao gồm chạm trổ, phù điêu và tạc tượng. Khắp chùa chỗ nào có gỗ là có chạm trổ. Các đầu bẩy, các bức cổn, xà nách, ván long... đều có chạm trổ đề tài trang trí quen thuộc của dân tộc Việt: hình lá dâu, lá đề, hoa sen, hoa cúc, rồng, phượng, hổ phù... rất tinh xảo được tạo ra dưới bàn tay thợ tài hoa của các nghệ nhân làng mộc ngay trong vùng Tổng Nủa, làng truyền thống Chàng Sơn Làng nghề mộc lâu đời và nổi tiếng của xứ Đoài.

## Bộ tượng Phật
|  |  |  |
|  |  |  |

Trong chùa có 64 pho tượng cùng với các phù điêu có mặt tại mọi nơi. Các tượng được tạc bằng gỗ mít được sơn son thếp vàng. Nhiều pho được tạc cao hơn người thật như 8 pho tượng Kim Cương và Hộ pháp, cao chừng 3 mét, trang nghiêm phúc hậu. Hệ thống tượng ở chùa Tây Phương gồm:
- Bộ tượng Tam Thế Phật với ba pho tượng Phật: Quá khứ, Hiện tại, Vị lai (còn gọi là Tam thân: Pháp thân, Ứng thân và Hóa thân) ngồi ở tư thế tọa thiền, y phục gập nếp đơn giản phủ kín cơ thể, được coi là có niên đại đầu thế kỷ 17.
- Bộ tượng Di-đà Tam Tôn: gồm tượng đức Phật A-di-đà, đứng hai bên là Quan Âm Bồ Tát và Đại Thế Chí Bồ Tát.
- Tượng Tuyết Sơn miêu tả đức Phật Thích ca trong thời kỳ tu khổ hạnh: mỗi ngày ăn một hạt kê, một hạt vừng, tự hành xác để vươn lên thế giới tinh thần sáng láng. Tượng màu đen thẫm khoác áo cà sa mỏng, tay chân gầy khẳng khiu, xương nổi lên trước ngực. Toàn bộ cơ thể chìm trong suy tưởng, mắt trũng sâu, hướng về nội tâm.
- Hai bên tượng Tuyết Sơn có tượng A Nan và Ca Diếp đứng hầu.
- Tượng đức Phật Di lặc tượng trưng cho vị Phật của thế giới cực lạc tương lai. Người mập mạp, ngồi hơi ngả về phía sau, toàn thân toát ra sự thỏa mãn, sung sướng.
- Tượng Văn thù Bồ Tát: đứng chắp tay, chân đi đất, các ngón chân bấm móng xuống mặt bệ.
- Tượng Phổ Hiền Bồ Tát: chắp tay trước ngực, khuôn mặt sáng rộng nổi lên trên tấm thân phủ đầy y phục.
- Tượng Bát bộ Kim Cương, thể hiện trình độ rất cao về nghệ thuật lắp ghép gỗ và cách bố cục, chuyển động của một thân thể mang giáp trụ trong các thế võ.
- Mười sáu pho tượng Tổ với phong cách hiện thực: Đó là Ưu-ba-cầu-đa, Đê-đa-ca, Di-trà-ca, Bà-tu-mật, Phật-đà Nan-đề, Phục-đa-mật-đa, Hiếp Tôn giả, Thương Na Hòa Tu, Mã Minh, Ca-tỳ-ma-la, Long Thụ Tôn giả, La-hầu-la-đa, Tăng-già Nan-đề, Già-gia-xá-đa, Cưu-ma-la-đa, Chà-dạ-đa. Theo một danh sách tên các nhân vật được tạc tượng trong một tài liệu còn lưu truyền ở chùa thì đây là tượng các vị tổ Ấn Độ trong quan niệm của Thiền tông Trung Quốc (xem Nhị thập bát tổ).

Mười tám vị tổ người đứng kẻ ngồi, pho thì ngước mặt lên trời chỉ vào mây khói, pho thì hững hờ với ngoại vật, tì cằm trên đầu gối nhếch môi cười một mình nửa tinh nghịch nửa mỉa mai, có pho vẻ mặt hân hoan tươi tắn, khổ người đầy đặn tròn trĩnh, pho khác có vẻ mặt đăm chiêu lạ thường, lại có pho như đang đắn đo phân bua hay đang thì thầm trò chuyện cùng ai.
Tượng La Hầu La đúng là chân dung một cụ già Việt Nam, thân hình gầy gò, mặt dài, nhỏ, gò má cao, môi mỏng vừa phải. Chưa thấy pho tượng nào diễn tả y phục một cách hiện thực mà lại đẹp đến như thế. Dáng điệu một tay cầm gậy, một tay để trên gối rất thoải mái, đôi bàn tay trông thấy rõ từng đốt xương bên trong. Những người thợ mộc của làng nghề mộc truyền thống Chàng Sơn là tác giả của những kiệt tác tuyệt vời ấy của nền mỹ thuật Việt Nam.
Chùa Tây Phương đã là một công trình kiến trúc tôn giáo đặc sắc tiêu biểu cho mỹ thuật Việt Nam thời Hậu Lê (thế kỷ 17-18).

Năm 1960, nhà thơ Huy Cận đến thăm chùa, đã làm những câu thơ trong bài thơ "Các vị La Hán chùa Tây Phương" rất sống động và gợi cảm về hình tượng những con người đắc đạo mà lòng vẫn trầm ngâm suy tưởng về những khổ đau quần quại của chúng sinh.

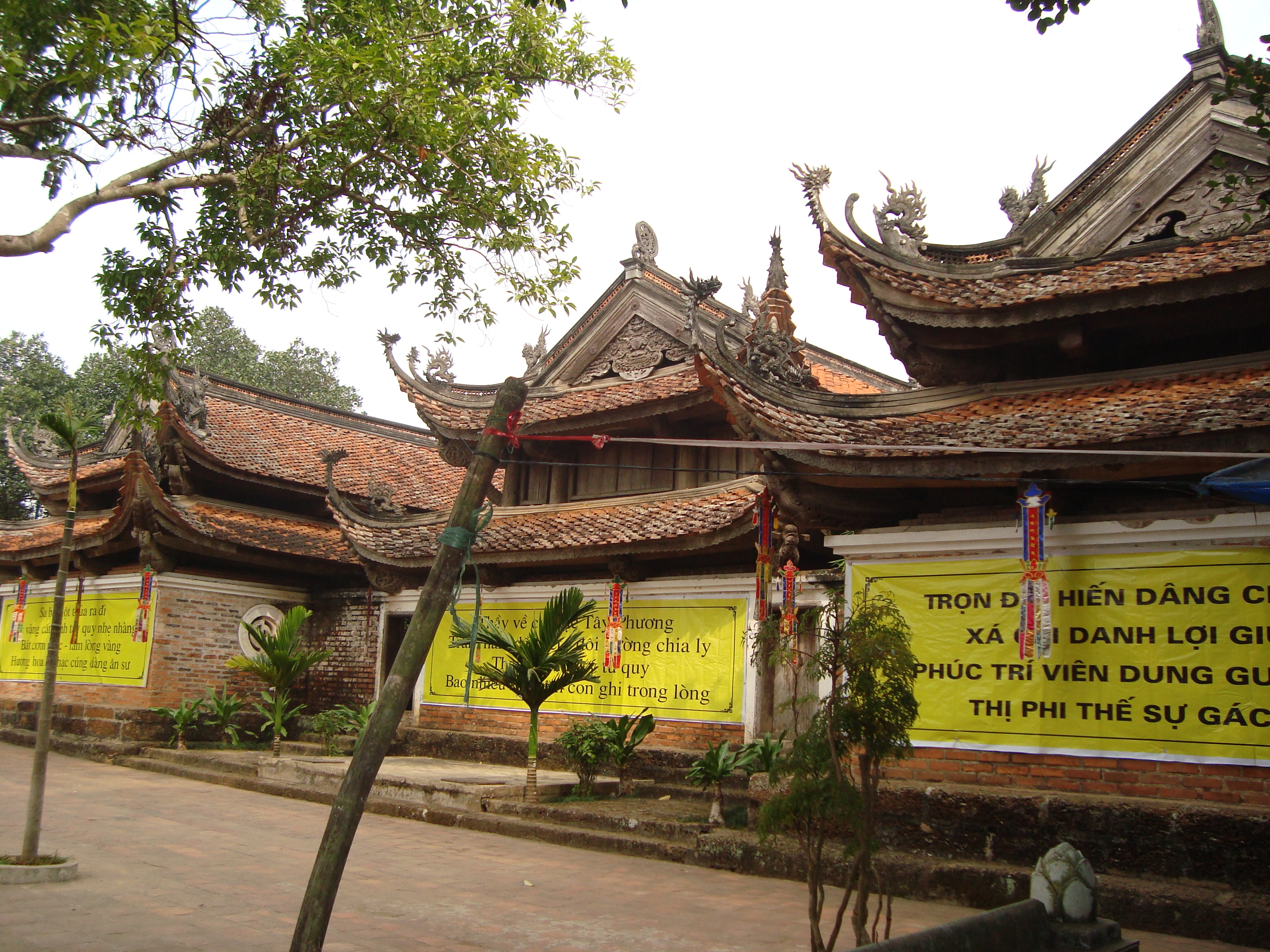
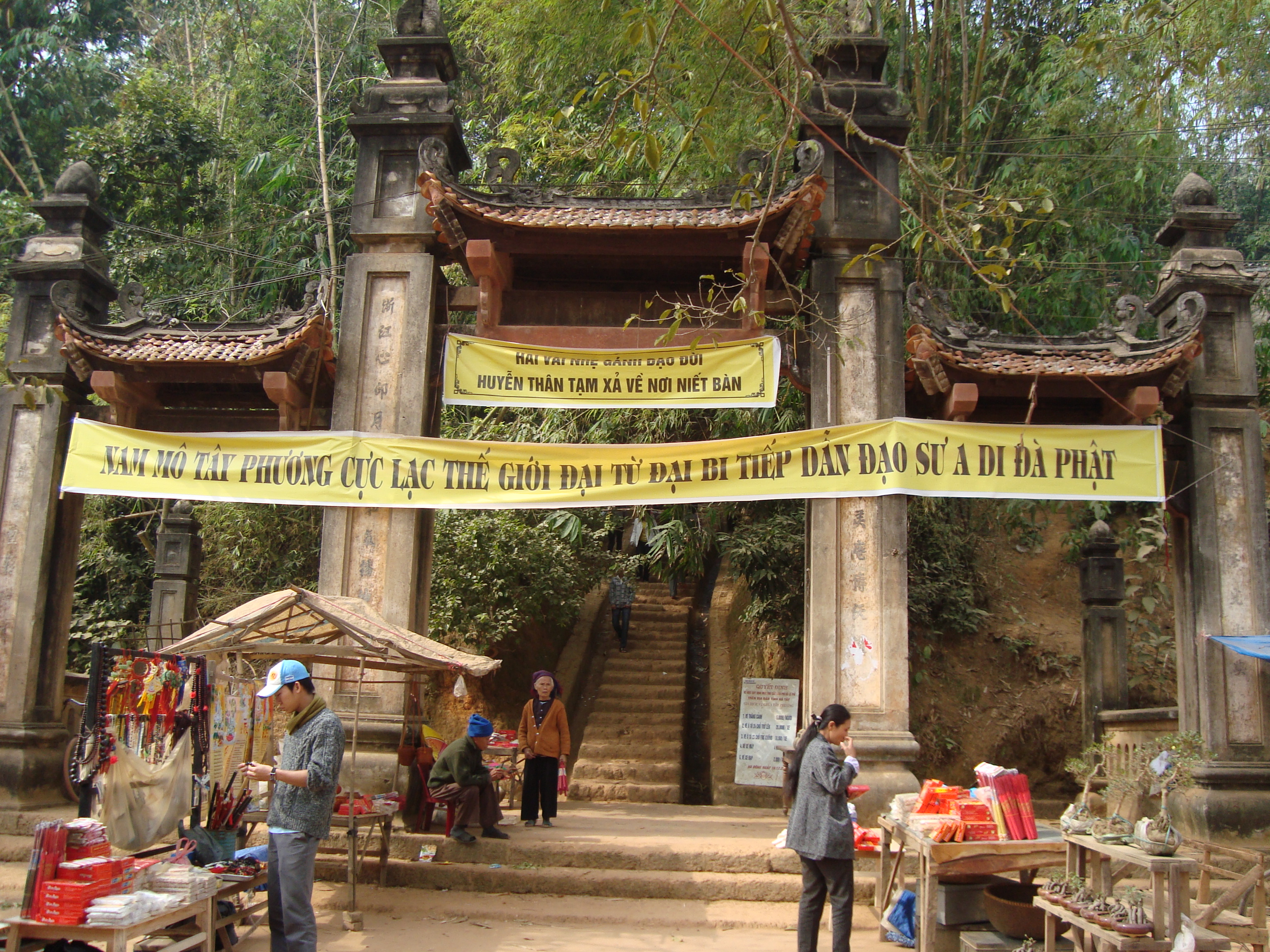